# 탑코트
탑 코트(일본어: 株式会社トップコート, TOP COAT co.,ltd)는 도쿄도 시부야구에 위치한 일본의 연예 기획사이다. 1995년에 설립. 대표이사 와타나베 마유미는 이전 와타나베 프로덕션 설립자인 와타나베 진·미사 부부의 차녀이며, 2012년 기준으로 지주회사가 된 와타나베 프로덕션의 대표이사를 겸임하고 있다.